# Paul Ohler

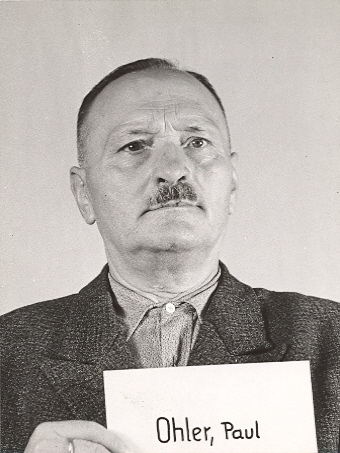
Paul Ohler als Zeuge während der Nürnberger Prozesse.

Paul Ohler (* 23. September 1887 in Meckenheim; † 1968) war ein deutscher Kriminalbeamter.

## Leben
Nach dem Schulbesuch erlernte Ohler den Beruf des Küfers. Anschließend war er drei Jahre in einer Weingroßhandlung tätig. Im Anschluss an den Dienst beim Militär in den Jahren 1907 bis 1909 arbeitete er ab 1909 als Bankangestellter bei der Dresdner Bank in Nürnberg.
1911 trat Ohler in den Polizeidienst ein: Er war zunächst bei der Schutzpolizei in Nürnberg tätig, bevor er 1919 zur dortigen Kriminalpolizei wechselte. 1923 wurde er schließlich erst in die Politische Abteilung abgeordnet und bald danach zur Politischen Polizei versetzt. Im selben Jahr wurde er zum Kriminalsekretär befördert. 1933 erfolgte die Beförderung zum Obersekretär.
Zum 1. Mai 1933 trat er der NSDAP bei (Mitgliedsnummer 2.618.869). Im selben Jahr wurde Ohler in die von Heinrich Himmler gegründete Bayerische Politische Polizei (BPP) übernommen, wo er weiterhin schwerpunktmäßig in Nürnberg beschäftigt war. In der BPP bzw. in der Gestapo – in die die BPP 1936 eingegliedert wurde – blieb er bis 1945 tätig. Außerdem trat er in die SS (SS-Nummer 250.062) ein, in der er im April 1939 den Rang eines SS-Obersturmführers erreichte, während er im Staatsdienst 1939 zum Kriminalinspektor und 1944 zum Kriminalkommissar befördert wurde.
Bei der Gestapostelle in Nürnberg leitete Ohler das Referat II (Gegnererforschung und -bekämpfung). In dieser Funktion war er vor allem mit der Bekämpfung der Kommunisten betraut. Außerdem war er schließlich stellvertretender Leiter und Inspektor der Gestapo in Nürnberg.
Anfang November 1941 wurde Ohler zum Führer des SS-Einsatzkommandos im Offizierslager (Oflag) Hammelburg ernannt: In dieser Eigenschaft leitete er die Aussonderung sowjetischer Kriegsgefangener in den Lagern Nürnberg und Hammelburg und veranlasste ihre Überführung ins KZ Dachau.
Nach Kriegsende war Ohler ein Jahr lang in alliierter Untersuchungshaft und trat dann bei den Nürnberger Prozessen als Zeuge auf. Im November 1948 wurde Ohler wegen Aussageerpressung bei jüdischen Häftlingen während seiner Zeit bei der Gestapo in Nürnberg zu sieben Jahren Haft verurteilt, wobei ihm die Untersuchungshaft auf die Strafe angerechnet wurde.